# Los Calpes
Los Calpes és un poble situat al terme municipal de la Pobla d'Arenós, a la comarca de l'Alt Millars (País Valencià). L'any 2009 tenia 48 habitants.

## Geografia
Es troba a 770 metres d'altitud, envoltat de cims com ara el Cabezo, el Collao o el Morrón de Campos.
El diccionari de Madoz de 1846 descriu el poble de la següent manera:
| «                                                                                            | Caserío de la provincia de Castellón de la Plana, partido judicial de Viver, termino jurisdiccional de La Puebla de Arenoso, situado en la falda de un monte, con 50 casas inferiores. Para gobierno de dicho caserío hay un alcalde pedáneo dependiente de la municipalidad de la referida Puebla. El terreno que le circunda es secano y alguno de huerta y viñedos, que produce patatas, almendras y algo de vino. Población de 50 vecinos y 160 almas | » |
| — Diccionario geográfico-estadístico-histórico de España y sus posesiones de Ultramar, 1946. | |   |

## Monuments
- Església Parroquial. Aquesta església està dedicada a la Mare de Déu del Roser. La construcció actual, duta a terme en els anys 90, encara manté la ubicació de l'anterior edificació.
- Nucli antic. És el conjunt compost pràcticament per la totalitat del poble.

## Llocs d'interès

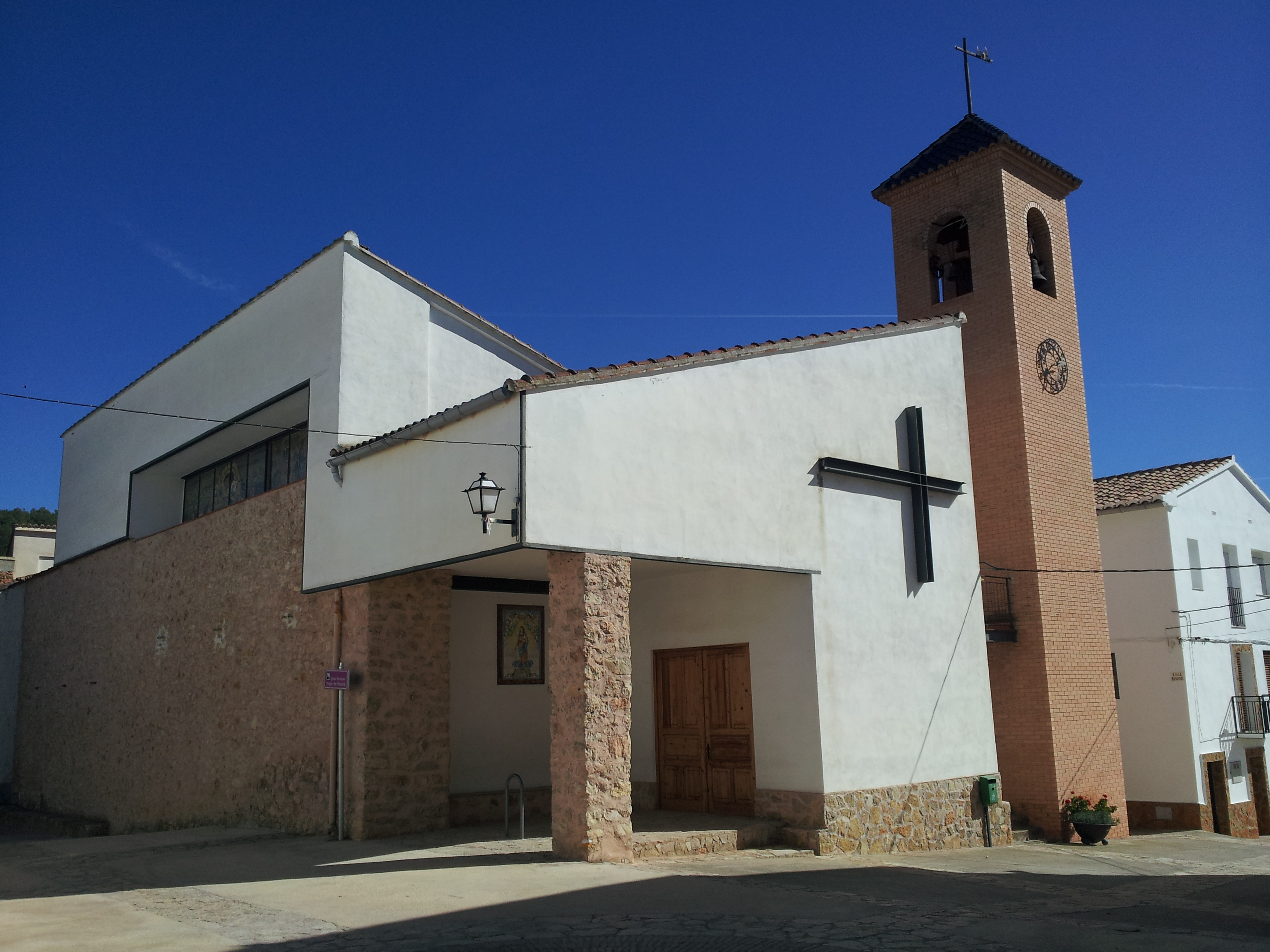
Església de Los Calpes.

El nucli urbà disposa d'una àrea recreativa enjardinada composta de poliesportiu (frontó, pista de tennis, etc.) i zona infantil.
Compta amb berenadors amb zona habilitada per a foc a la Font d'Artiguillas i a la Font del Rosario (Font Baixa). Als voltants de Los Calpes es pot gaudir de bonics paratges destacant: el Cabezo, el Collao, el Morrón de Campos i el Barranc de la Maimona (a 2 km de los Calpes).

## Economia
Basada tradicionalment en l'agricultura de secà, predominant el cultiu de l'ametler. En l'actualitat, a causa de l'auge del turisme rural, disposa de diverses cases rurals.

## Festes
Celebra les seues festes patronals al mes d'agost en honor de la Mare de Déu del Roser i de Sant Roc, al mes d'agost. En aquest període és quan rep l'afluència de visitants, així com d'emigrants i descendents.